# Eugen Degele

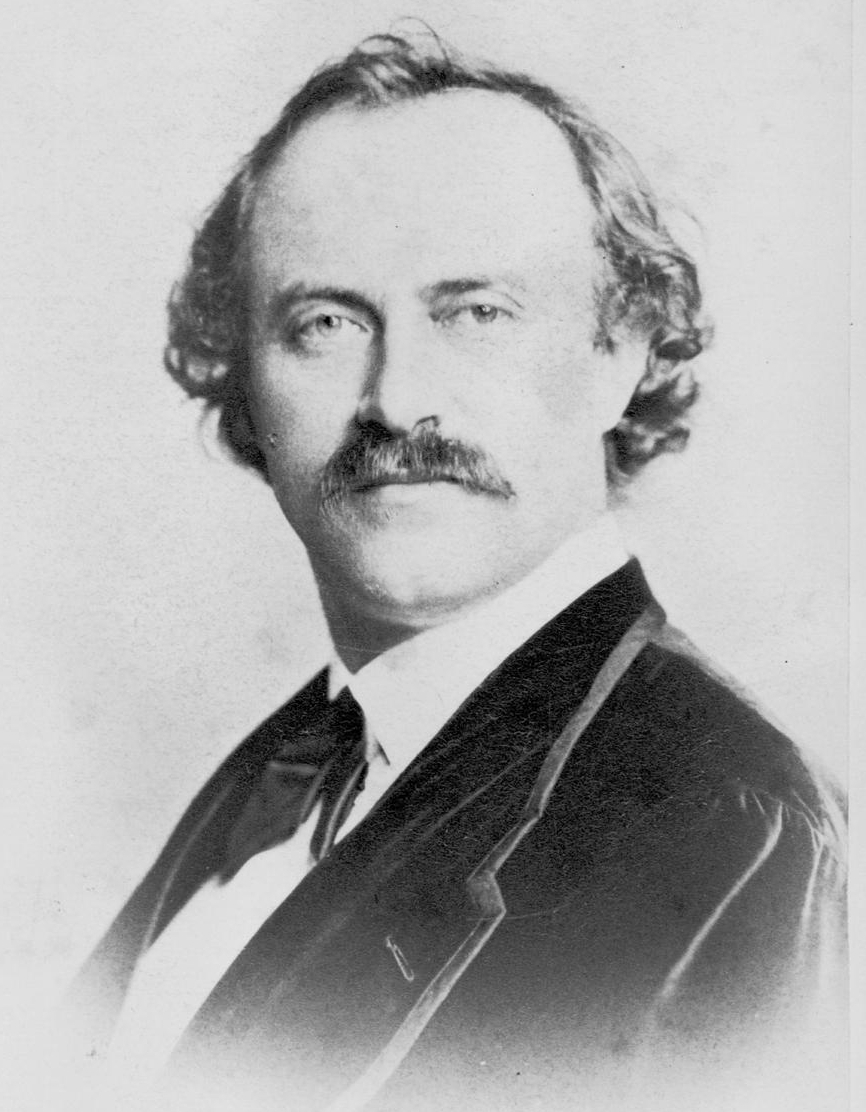
Eugen Degele, Fotografie von Hanns Hanfstaengel

Paul Eugen Degele (* 4. Juli 1834 in München; † 26. Juli 1886 in Dresden) war ein deutscher Opernsänger der Stimmlage Bariton.

## Leben

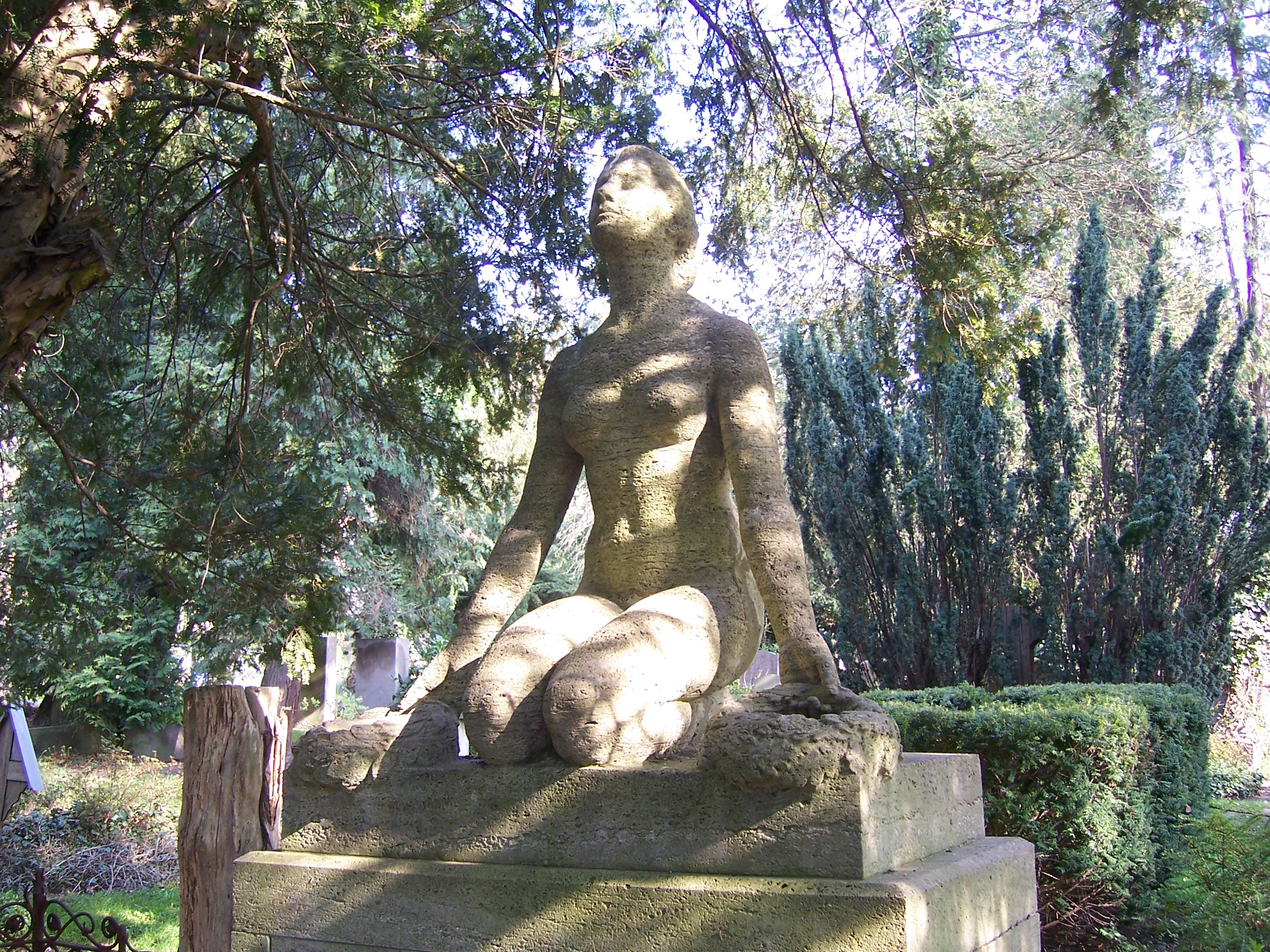
Grab von Eugen Degele auf dem Loschwitzer Friedhof

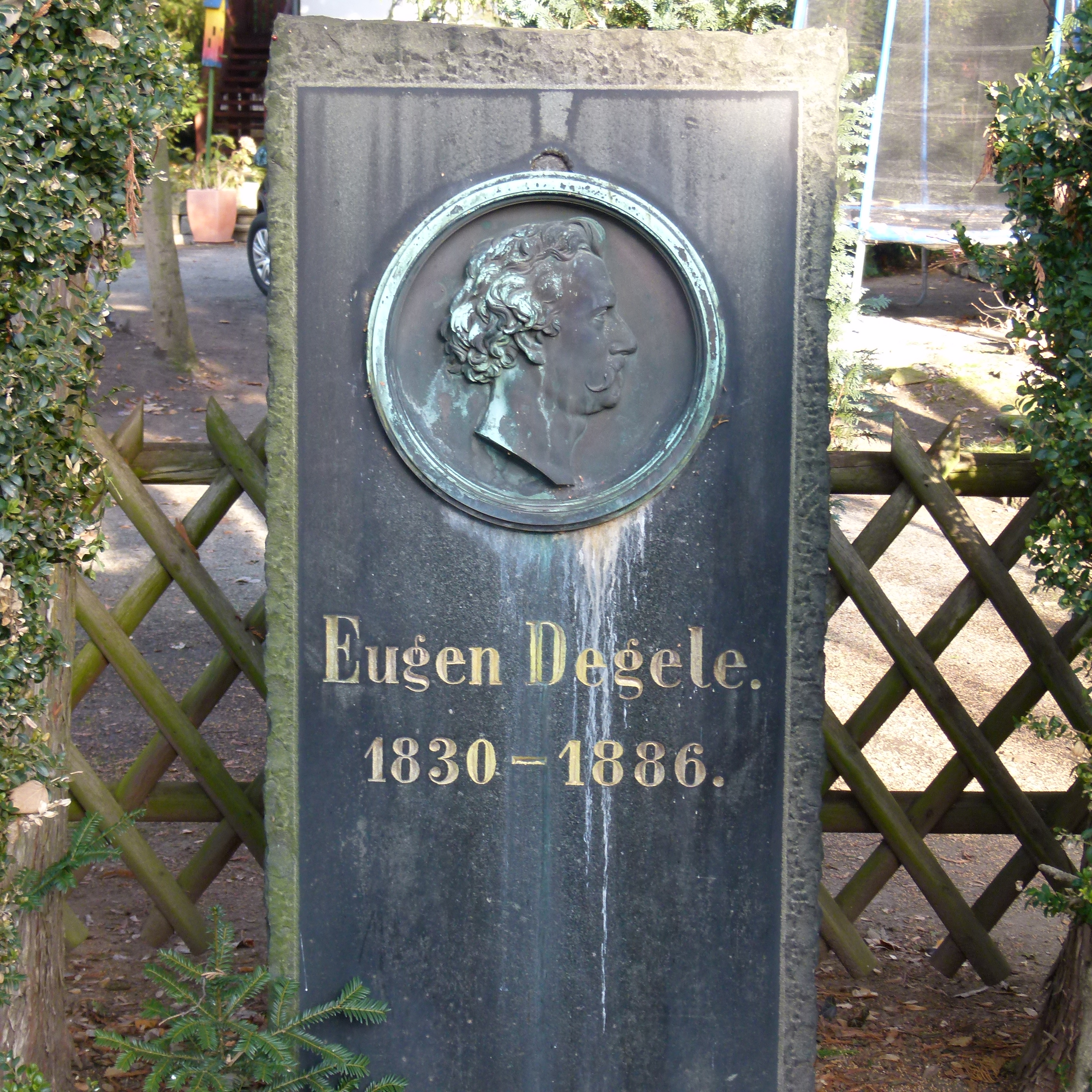
Degele-Denkmal in Dresden

Degele kam als Sohn der Hofkapellsänger Franz Xaver Degele und Maria Anna Thekla Degele (1791–1868) in München zur Welt. Sein Großvater mütterlicherseits war der Opernsänger Johann Valesi. Er besuchte das Königliche Alte Gymnasium in München, wo er das Geigenspiel erlernte. Zu seinen Lehrern zählten dabei Karl Schönchen und Peter Schönchen. Degele wollte zunächst Mediziner werden, was er jedoch zugunsten der Musik aufgab. Ein Grund dafür war die Erblindung des Vaters, wodurch Degele aktiv zum Familienunterhalt beitragen musste. Er war ab 1852 als Geiger bei der Münchner Hofkapelle tätig. Parallel dazu nahm er bei Ernst Friedrich Diez und Alois Bayer in München Gesangsunterricht. Im Jahr 1853 gab er in der Bariton-Rolle des Richard in Die Puritaner an der Münchener Hofbühne sein Theaterdebüt. Durch König Ludwig I. erhielt er ein Stipendium für eine weitere Ausbildung an der Stuttgarter Theaterschule, wo er von Jakob Rauscher (1800–1866) unterrichtet wurde.
In den Jahren 1855 und 1856 wurde Degele wiederholt in kleineren Opern- und Theaterrollen am Münchner Hoftheater besetzt und trat 1856 nach einem Engagement durch Heinrich Marschner als Revers in Hugenotten erstmals am Königlichen Theater Hannover auf. Bis 1861 war er in zahlreichen Rollen zu sehen und wurde zum Publikumsliebling. Komponist Marschner bezeichnete ihn als „besten Sänger seiner Opern“.
Einem Gastspiel in Dresden im Jahr 1861 folgte im selben Jahr ein dauerhaftes Engagement am Dresdner Hoftheater. Hier war er in zahlreichen bedeutenden Rollen, unter anderem als Don Juan, Tell, Orest, Heiling, Holländer, Templer, Vampyr, Wolfram, Beckmesser und Jäger, zu sehen. Er war jedoch nicht nur als Bühnen-, sondern auch als Konzertsänger tätig. Regelmäßig ging er auf Gastspielreise, so 1857 an das Stuttgarter und Münchner Hoftheater, 1859 nach Hamburg und Bremen 1864 nach Hannover und Leipzig, 1866 nach Königsberg und 1869 nach Breslau. Im Jahr 1873 gastierte er in der Rolle des Friedrich von Telramund im Lohengrin an der Wiener Staatsoper. Zudem komponierte er zahlreiche Lieder, die auch im Druck erschienen. Im Jahr 1875 wurde Degele zum sächsischen Kammersänger ernannt. In Dresden war er Mitglied der Freimaurerloge Zum goldenen Apfel.
Degele lebte in Dresden zunächst auf der Marienstraße 22, wo er im Adressbuch der Stadt als Königlicher Hof-, Opern- und Kirchensänger firmierte. Nachdem er 1863 auf der Amalienstraße 9 lebte, wohnte er von 1864 bis 1877 auf der Ostraallee 17a sowie von 1878 bis 1881 auf der Maxstraße 3. Er zog 1882 in die Villa Bautzner Straße 68, heute Bautzner Landstraße 50, die den Namen Villa Degele trägt. Er war während seiner Zeit auf dem Weißen Hirsch auch als Vertreter der Gemeinde aktiv.
Degele erkrankte an einem Nervenleiden und musste schließlich 1885 seinen Bühnenabschied geben. Er starb im Folgejahr in Dresden und wurde auf dem Loschwitzer Friedhof beigesetzt. Bis heute wird die Villa Degele durch die evangelische Kirche als Pfarrerswohnung benutzt, wie es Degele in seinem Testament bestimmte.
Briefwechsel unter anderem mit Ernst von Schuch, Max Schloss und Julius Rietz befinden sich im Besitz der SLUB Dresden. Im Landesarchiv Baden-Württemberg haben sich Degeles Personalakten aus seiner Stuttgarter Zeit erhalten.
Degeles Tochter Emilia Thekla „Mary“ heiratete 1885 den wohlhabenden Fritz Ehrenbaum, der im Bankgewerbe tätig war, jedoch früh starb. Ihr gemeinsamer Sohn Hans Ehrenbaum-Degele war der Lebensgefährte von Friedrich Wilhelm Murnau.

## Gedenken

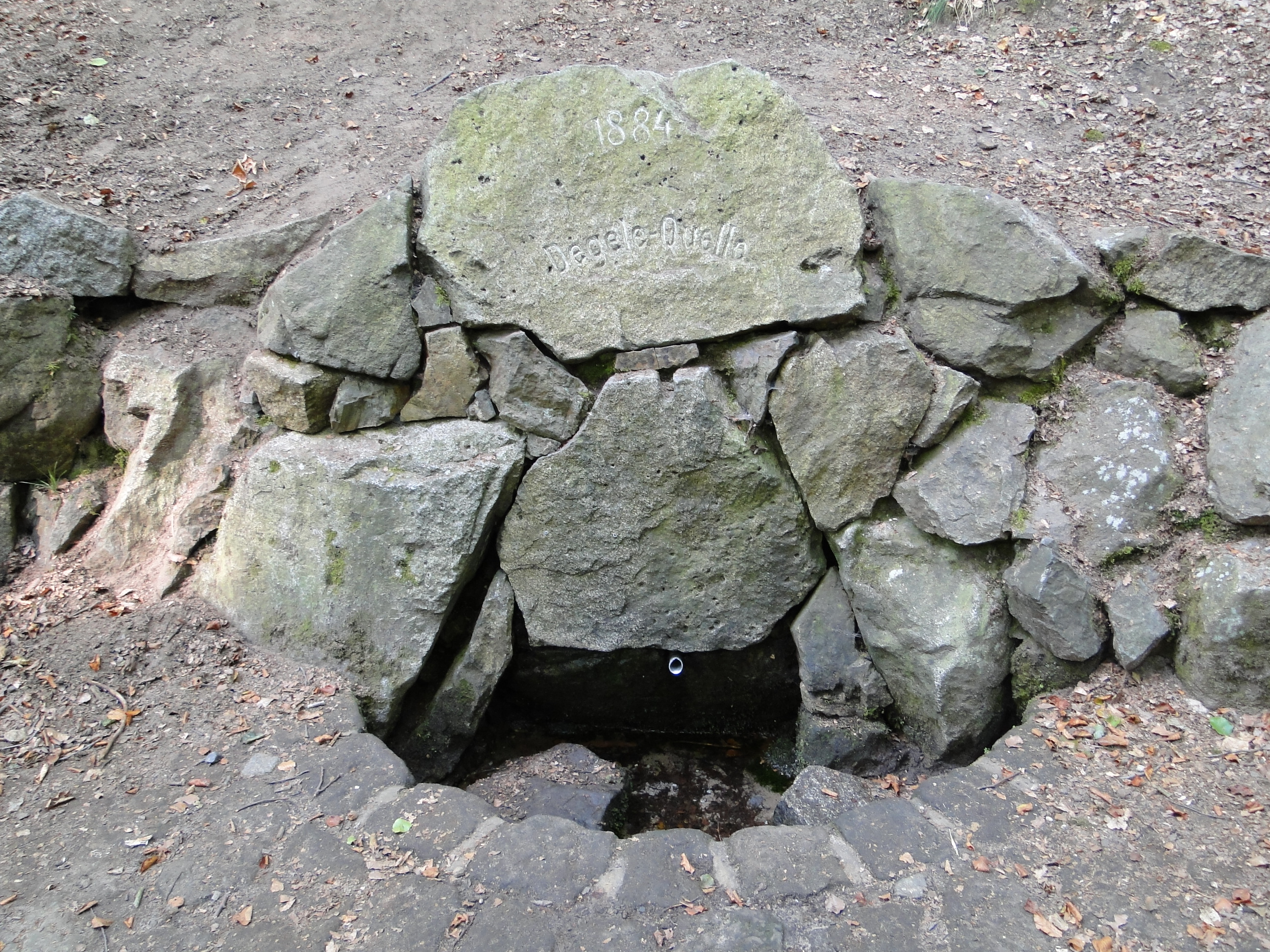
Degelequelle in Dresden

Im Dresdner Stadtteil Oberloschwitz erinnert die Degelestraße an ihn. Auf der Rückseite des Grundstücks seines Wohnhauses Bautzner Landstraße 50, an der Degelestraße, steht ein Gedenkstein für den Sänger. Die 1884 angelegte Degelequelle im Stechgrund (Dresdner Heide) trägt Degeles Namen, da er die Quellfassung stiftete.

## Werke (Auswahl)
Degele komponierte verschiedene Lieder, die im Druck erschienen, darunter:
- 1860: Drei Gesänge: für eine tiefere Stimme mit obligater V. u. Klav.-Pegl.; op. 10; Hoffarth, Dresden
- 1875: Die stille Wasserrose: Gedicht von E. Geibel; für eine tiefere Singstimme mit Begleitung des Pianoforte – Ausgabe 1
- 1875: Die helle Sonne leuchtet: Gedicht von F. Bodenstedt; op. 9 – Ausgabe 2
- 1875: An …: Gedicht von Lenau; op. 9 – Ausgabe 3
- 1875: Vorbei!: Gedicht von Carl Bieber; op. 9 – Ausgabe 4